# Трахеальная трубка
Трахеальная трубка представляет собой катетер, которая вставляется в трахею для создания и поддержания дыхательных путей и обеспечения адекватного обмена кислорода и углекислого газа.
Доступно множество различных типов трахеальных трубок, подходящих для различных конкретных применений:
- Эндотрахеальная трубка это особый тип трахеальной трубки, которая почти всегда вводится через рот (оротрахеальная) или нос (назотрахеальная).
- Трахеостомическая трубка другой тип трахеальной трубки; это изогнутая металлическая или пластиковая трубка длиной 51-76 мм (2-3 дюйма), которую можно вставить в трахеостому (после трахеотомии) для поддержания нормального просвета.
- Кнопка трахеи представляет собой жесткую пластиковую канюлю длиной около 1 дюйма, которую можно вставить в трахеостому после удаления трахеостомической трубки для поддержания проходимости просвета.

## История
Portex Medical (Англия и Франция) произвела первые пластиковые эндотрахеальные трубки цвета слоновой кости без манжеты, в сочетании с дизайном Мэджилла, позже добавившим манжету, поскольку технологии производства стали более жизнеспособными, их приклеивали вручную, чтобы сделать знаменитую трубку Blue-line, скопированную многими другими производителями. Компания Maeterlinck GmbH разработала одноразовую эндотрахеальную трубку и произвела множество вариантов дизайна, добавив "Глаз Мерфи" к своим трубкам на случай "случайного" размещения трубки, чтобы избежать правой бронхиальной окклюзии. Дэвид С. Компания Sheridan была одним из производителей на американском рынке "одноразовых" пластиковых трахеальных трубок, которые в настоящее время регулярно используются в хирургии. Ранее использовались трубки из красной резины.

## Применение
Трахеальные трубки также могут использоваться для доставки кислорода в более высоких концентрациях, чем в воздухе, или для введения других газов, таких как гелий, оксид азота, закись азота, ксенон или некоторые летучие анестетики, такие как десфлуран, изофлуран или севофлуран. Трахеальные трубки могут также использоваться в качестве пути введения некоторых лекарств, таких как сальбутамол, атропин, адреналин, ипратропий и лидокаин. Трахеальные трубки обычно используются для управления дыхательными путями в условиях общей анестезии, интенсивной терапии, искусственной вентиляции легких и неотложной медицинской помощи.

## Эндотрахеальная трубка
| Возраст          | Вес      | Внутренний диаметр (мм) |
| ---------------- | -------- | ----------------------- |
| Недоношенный     | 3 kg     | 2,5–3,0                 |
| 0–6 месяцев      | 3.5 kg   | 3,0–3,5                 |
| 6–12 месяцев     | 7 kg     | 3,5–4,0                 |
| 1–3 года         | 10–12 kg | 4,0–4,5                 |
| 4–7 лет          | 16–18 kg | 5,0–5,5                 |
| 8–10 лет         | 24–30 kg | 5,5–6,5                 |
| Взрослая женщина |          | 7,0–7,5                 |
| Взрослый мужчина |          | 8,0–8,5                 |

Большинство эндотрахеальных трубок сегодня изготавливаются из поливинилхлорида, но также широко доступны специальные трубки, изготовленные из силиконовой резины, латексной резины или нержавеющей стали. Большинство трубок имеют надувную манжету для герметизации трахеи и бронхиального дерева от утечки воздуха и аспирации содержимого желудка, крови, выделений и других жидкостей. Также доступны трубки без наручников, хотя их использование ограничено в основном педиатрическими пациентами (у маленьких детей перстневидный хрящ, самая узкая часть дыхательных путей у детей, часто обеспечивает достаточную герметичность для механической вентиляции).
Типы эндотрахеальных трубок включают оральные или назальные, с манжетами или без наручников, предварительно сформованные (например, трубки RAE (Ring, Adair и Elwyn)), усиленные трубки и двухпросветные эндобронхиальные трубки. Для использования человеком трубки имеют внутренний диаметр (ID) от 2 до 10,5 мм. Размер выбирается в зависимости от размера тела пациента, при этом меньшие размеры используются для педиатрических и неонатальных пациентов. Трубки диаметром более 6 мм обычно имеют надувную манжету. Первоначально изготовленные из красной резины, большинство современных трубок изготавливаются из поливинилхлорида. Трубки, помещенные в лазерное поле, могут быть флексометаллическими. Компания Robertshaw (и другие) разработали двухпросветные эндобронхиальные трубки для торакальной хирургии. Они обеспечивают вентиляцию одного легкого, в то время как другое легкое разрушено, чтобы облегчить операцию. Сдувшееся легкое повторно надувается по окончании операции для проверки на наличие свищей (разрывов). Другой тип эндотрахеальной трубки имеет небольшое второе отверстие над надувной манжетой, которое можно использовать для отсасывания области носоглотки и над манжетой, чтобы облегчить экстубацию (удаление) трубки. Это позволяет отсасывать выделения, расположенные над манжетой, что помогает снизить риск инфекций грудной клетки у пациентов с длительной интубацией.
«Бронированные» эндотрахеальные трубки представляют собой трубки из силиконовой резины с манжетами, армированные проволокой, которые довольно гибкие, но их трудно сжимать или перегибать. Это может сделать их полезными в ситуациях, когда предполагается, что трахея будет оставаться интубированной в течение длительного времени, или если шея должна оставаться согнутой во время операции. Трубки из поливинилхлорида относительно жесткие по сравнению с ними. Готовые трубки (такие как оральные и назальные трубки RAE, названные в честь изобретателей Ринга, Адера и Элвина) также широко доступны для специальных применений. Они также могут быть изготовлены из поливинилхлорида или силиконовой резины, армированной проволокой. Другие трубки (например, трубка Bivona Fome-Cuf) разработаны специально для использования в лазерной хирургии в дыхательных путях и вокруг них. Были разработаны различные типы двухпросветных эндотрахеальных (фактически эндобронхиальных) трубок (Карленс, Уайт, Робертшоу и др.) для независимой вентиляции каждого легкого — это полезно во время легочных и других торакальных операций.

## Трахеостомическая трубка
В зависимости от потребностей пациента доступны несколько типов трахеостомических трубок, в том числе Shiley, Bivona (силиконовая трубка с металлическими кольцами, которые подходят для дыхательных путей с повреждением трахеальных колец или иным образом не прямые).

## Трахеальная кнопка
Трахеальная кнопка обычно используется у людей с тяжелым обструктивным апноэ во сне, которые часто носят это устройство в часы бодрствования и снимают его во время сна, чтобы обеспечить проходимость дыхательных путей и снизить риск асфиксии. Поскольку трубка не проходит далеко в трахею, с установленным устройством легко дышать и разговаривать.